# Emulacijski obred
Emulacijski obred (engl. Emulation Ritual) je slobodnozidarski obred koji je uspostavila i standardizirala Ujedinjena velika loža Engleske (UGLE) u razdovlju od 1813. do 1816. godine kao odgovor na svađu između prve Velike lože Engleske i Drevne velike lože Engleske. Pravila ovog engleskog obreda su sistematizirana te se po njemu radi od 1817. godine počevši od emulacijske instrukcijske lože poboljšanja po kojoj je obred i dobio ime. Obred se bez većih promjena održao do danas. Njegova nepromjenjivost omogućila mu je da ostane osnovni obred Ujedinjene velike lože Engleske, ali i nekoliko tisuća loža, uglavnom u Ujedinjenom Kraljevstvu i bivšim britanskim kolonijama.

## Povijest
Povijest obreda duboko je upisana u povijest engleskog slobodnog zidarstva. Ovaj obred, koji je bio simbol pomirenja "Drevnih" i "Modernih". Godine 1717. prva Velika loža Engleske, poznata pod nazivom "Moderni", počela je sastavljati ono što je činilo bit obreda koji se do tada prakticirao, tzv. Obred Modernih. Od 1752. godine, "Drevni", kako je bila poznata Drevna velika loža Engleske, su unaprijedili obred "Modernih" čineći značajne izmjene. Proces ujedinjavanja ove dvije velike lože započeo je 1809. godine kada su Moderni uspostavili prijelaznu Ložu "Proglašenja" (engl. Lodge of Promulgation) kako bi svoj obred uskladili s Drevnima. Ovo je 1813. godine omogućilo utemeljenje Ujedinjene velike lože Engleske.
Godine 1823. jedan od plodova ovog ujedinjenja bilo je stvaranje Emulacijske lože poduke (engl. Emulation Lodge of Instruction) u Londonu, kasnije nazvana Emulacijske lože poboljšanja (engl. Emulation Lodge of Improvement). Cilj ove lože bio je strogo čuvati ovaj novoujedinjeni ritual, zaštititi ga od "prilagođavanja" promjenjivim trendovima i uputiti zainteresirane masonske krugove u njegovu praksu. Misija ove lože je prakticirati obred na najdosljedniji mogiući način kako bi se obučili majstori masoni drugih loža s ciljem da zauzvrat oni mogu poučavati masone u svojim ložama.

## Stupnjevi
Kao i kod drugih obreda, Emulacijski obred ima tri stupnja na razini plavih loža:
- 1° – učenik (Entered Apprentice)
- 2° – pomoćnik (Fellow Craftsman)
- 3° – majstor (Master Mason)

Emulacijski obred nema viših stupnjeva. U Engleskoj, kao i u zemljama Commonwealtha, majstori mogu pristupiti kapitelu Vrhovnog reda Svetog kraljevskog luka koji im prenosi stupanj Kraljevskog luka.